# Mesomelia-Synostosen-Syndrom
Das  Mesomelia-Synostosen-Syndrom ist eine sehr seltene angeborene Skelettdysplasie und gehört zu den mesomelen Dysplasien. Hauptkennzeichen sind Defekte der oberen Extremitätenknochen, insbesondere der Ulna.
Synonyme sind: Mesomele Dysplasie der oberen Extremität; Fryns-Hofkens-Fabry-Syndrom; Ulnar Hypoplasie
Das Mesomelia-Synostosen-Syndrom ist nicht zu verwechseln mit der mesomelen Dysplasie Typ Verloes-David-Pfeiffer mit akralen Synostosen und dem Fryns-Syndrom.
Die medizinische Datenbank Orphanet führt 2024 das Mesomelie-Synostosen-Syndrom als synonym mit der Mesomelen Dysplasie Typ Verloes-David-Pfeiffer, siehe dort.
Die Bezeichnung bezieht sich auf die namensgebenden Autoren der Erstbeschreibung aus dem Jahre 1988 durch die belgischen Humangenetiker Jean-Pierre Fryns (*1946 - )  und Herman van den Berghe sowie G. Hofkens und G. Fabry.

## Verbreitung
Die Häufigkeit wird mit unter 1 zu 1.000.000 angegeben, bislang wurde über etwa 5 Patienten berichtet. Die Vererbung erfolgt autosomal-dominant.

## Klinische Erscheinungen
Diagnostische Kriterien sind
- Fehlen der Ulna
- Verbiegung des Radius
- Ulnare Abweichung der Finger